# Réseau ferré de France
Ne doit pas être confondu avec Réseau ferré national (France).
Réseau ferré de France (RFF) était un établissement public à caractère industriel et commercial (EPIC) français créé le 13 février 1997.
RFF était le principal gestionnaire d'infrastructure ferroviaire en France, chargé de l'aménagement, du développement, de la cohérence et de la mise en valeur du réseau ferré national dont il était propriétaire,. Il disparaît le 31 décembre 2014. SNCF Réseau lui succède au 1er janvier 2015.

## Historique

### La création de RFF
L'établissement public à caractère industriel et commercial Réseau ferré de France a été créé le 13 février 1997 par scission avec la Société nationale des chemins de fer français (SNCF). Réseau ferré de France devenait propriétaire du réseau ferré national et de la partie « ferroviaire » des gares (quais, voies, postes d'aiguillages), les parties « commerciale et administrative » (bâtiments voyageurs) restaient la propriété de la SNCF.
Claude Martinand, ingénieur général des ponts et chaussées, est de 1997 à 2002, le premier président de Réseau ferré de France.
RFF était le gestionnaire d'infrastructure ferroviaire et le propriétaire du réseau mais c'est la SNCF, gestionnaire d'infrastructure délégué, qui était chargée de son entretien et de son exploitation. Si RFF entretenait des relations très étroites avec la SNCF, il était cependant indépendant de cette dernière.
En créant RFF, l'État français visait plusieurs objectifs :
- libérer la SNCF du poids de la dette liée à l'infrastructure ferroviaire (notamment celle contractée pour la construction des lignes à grande vitesse) et la préserver d'une situation de quasi-faillite ;
- transposer en droit français la directive européenne 91/440 exigeant à l'époque une séparation comptable entre la gestion du réseau ferré et la fourniture de services de transport ;
- à moyen terme, faciliter l'usage du réseau par d'autres entreprises de transport ferroviaire en confiant la gestion du réseau à un acteur indépendant de la SNCF (par ailleurs principal concurrent de ces futures entreprises ferroviaires).

Par le contrôle qu'il exerçait sur le barème des redevances de RFF, l’État disposait en outre d'une variable supplémentaire - au-delà de sa qualité d'actionnaire - dans sa relation avec la SNCF. Dans les premières années de RFF, les redevances d'usage payées par la SNCF à RFF et la rémunération des services rendus par la SNCF à RFF pouvaient être interprétées comme un moyen pour l’État de mettre la SNCF en tension et de l'inciter à l'efficacité. Par la suite, les redevances et la rémunération de la gestion déléguée du réseau ont été déterminées en fonction des coûts réels, sans autre objectif que de mettre chaque entreprise en mesure de couvrir ses coûts.
En tant que gestionnaire du réseau, RFF avait été doté d'un important patrimoine foncier (plus de 100 000 ha), dont une partie n'est plus utile au transport ferroviaire et fait l'objet de valorisation (vente, location) essentiellement auprès des collectivités territoriales.
RFF était sous la tutelle de l’État, exercée par la Direction générale des infrastructures, des transports et de la mer du ministère de l'écologie, du développement durable et de l'énergie.
Ses revenus étaient issus pour environ 90 % des redevances payées par les entreprises ferroviaires pour leur usage du réseau. La SNCF était son principal client.

### Mission et métiers
Les missions de RFF étaient les suivantes :
- l'allocation des capacités entre sillons (circulation des trains) et plages-travaux (maintenance du réseau) ;
- la tarification et la commercialisation des sillons ;
- la gestion des circulations (guider les trains) ;
- l'entretien courant du réseau ;
- la maîtrise d'ouvrage des investissements (renouvellement des installations, modernisation, développement).

RFF comportait douze directions territoriales : Alsace - Lorraine - Champagne, Nord Pas de Calais - Picardie, Normandie, Île de France, Bourgogne - Franche-Comté, Centre - Limousin, Bretagne - Pays de la Loire, Aquitaine - Poitou, Rhône - Alpes - Auvergne, Midi - Pyrénées, Languedoc - Roussillon et Provence - Alpes - Côte d'Azur.

### La délégation de la gestion du réseau à la SNCF (et partiellement à d'autres opérateurs)
La loi fondatrice de RFF (no 97-135) confiait également un rôle à la SNCF dans la gestion de l'infrastructure : « Compte tenu des impératifs de sécurité et de continuité du service public, la gestion du trafic et des circulations sur le réseau ferré national ainsi que le fonctionnement et l'entretien des installations techniques et de sécurité de ce réseau sont assurés par la SNCF pour le compte et selon les objectifs et principes de gestion définis par RFF qui la rémunère à cet effet ». La SNCF était ainsi le gestionnaire d'infrastructure délégué.
La délégation obligatoire de certaines missions de RFF à la SNCF découle de la volonté politique de ne pas scinder le corps social cheminot entre la gestion de l'infrastructure (environ 50 000 agents) et les activités de transport (environ 110 000 agents) de la SNCF, notamment afin d'éviter un conflit social.
Depuis fin 2009 (loi no 2009-1503), RFF pouvait confier les mêmes missions que celles assumées par la SNCF à d'autres opérateurs, pour les lignes à faible trafic réservées au transport de marchandises. Ces opérateurs sont appelés prestataires gestionnaires d'infrastructure.
Les partenariats public-privé permettaient également de confier la gestion de nouvelles infrastructures à des tiers.

### Relations avec la SNCF
Il existait entre la SNCF et RFF deux types de litiges :
- des litiges nés lors de la répartition du réseau, en cours de règlement au fur et à mesure des arbitrages rendus par le gouvernement ;
- une divergence d'appréciation du prix de l'usage des voies (redevances versées par la SNCF) et de celui de leur entretien (versé par RFF à la SNCF).

Par le montant des investissements, les grands projets ferroviaires tels que les lignes nouvelles constituent les plus importants investissements en infrastructures de transport. RFF était le maître d'ouvrage des grands projets ferroviaires en France.
Dans les faits, la LGV Est européenne a été le premier grand projet conduit par RFF (de janvier 2002 à juin 2007). Pour la première fois, RFF a ouvert à la concurrence européenne ses marchés de maîtrise d'œuvre de génie civil. C'est aussi la première fois qu'un large partenariat financier implique les collectivités concernées par le projet aux côtés de l'État, de l'Union européenne et du Grand-Duché de Luxembourg. Sur la LGV Rhin-Rhône (branche Est mise en service en 2011), RFF a non seulement ouvert à la concurrence les marchés de génie civil mais cette fois aussi les marchés d'équipements ferroviaires (voies, caténaires, etc.).
Selon un recensement interne publié par Le Figaro en novembre 2008, RFF a enregistré, en 2007, 27 000 actes de « malveillance » qui ont coûté 15 millions d'euros à l'entreprise.
Bien que présentant de nombreux avantages environnementaux, outre des effets encore mal mesurés sur le plan du bruit, des émissions de gaz à effet de serre, le réseau ferré contribue (pour les voies TGV clôturées notamment) au phénomène dit de fragmentation écopaysagère et peut avoir d'autres impacts sur la biodiversité ou l'environnement (via les désherbants par exemple).
En juin 2011, RFF s'est associé à six autres grands gestionnaires d'infrastructures linéaires fragmentantes « pour agir en faveur de la biodiversité » notamment dans le cadre de la Trame verte et bleue nationale autour d'une charte, en créant un « Club infrastructures linéaires et biodiversité » pour renforcer leur engagement en faveur de la biodiversité, et constituer un groupe de référence vis-à-vis des partenaires extérieurs.

### Réunification de la SNCF et de RFF
Le 30 octobre 2012, Frédéric Cuvillier, ministre des Transports, annonce une réforme ferroviaire comportant notamment la création d'un « Gestionnaire d'Infrastructure Unifié » (GIU).
La loi portant réforme ferroviaire du 4 août 2014 prévoit la création d'un EPIC mère « SNCF », chargé du pilotage stratégique du groupe, et la transformation des deux établissements publics à caractère industriel et commercial ferroviaires existants.
Réseau ferré de France devient SNCF Réseau et intègre le personnel de SNCF Infra ainsi que celui de la Direction de la circulation ferroviaire. De cette façon SNCF Réseau est un gestionnaire d’infrastructure de plein exercice.
Le reste de la SNCF devient SNCF Mobilités, chargé de l'exploitation des trains.
RFF disparaît le 31 décembre 2014. SNCF Réseau lui succède au 1er janvier 2015.

## Mission commerciale de service public
RFF percevait des redevances de la part des utilisateurs du réseau ferré (presque exclusivement la SNCF). Ces redevances étaient fixées, chaque année, dans le document de référence du réseau. Elles se composaient de trois termes principaux (issus de la réforme tarifaire applicable en 2010 visant une meilleure couverture des coûts et une plus grande pertinence économique) :
- la redevance de réservation, calculée sur la base des kilomètres réservés, en fonction du type de ligne et de l’heure de passage. Cette redevance peut être modulée en fonction du nombre de places offertes et de l’origine - destination des trains de voyageurs sur ligne à grande vitesse, et du couple longueur et vitesse du sillon fret ;
- la redevance de circulation, calculée sur la base du nombre de kilomètres effectués en fonction de type de train et du type de ligne ;
- la redevance d’accès qui est un montant fixe s’appliquant uniquement aux trains régionaux de voyageurs (TER et Transilien).

Chacune de ces trois redevances représentait, en 2010, environ le tiers des redevances totales perçues par RFF, de l’ordre de 4,5 milliards d’euros, pour des dépenses annuelles proches de 5,3 milliards d'euros par an (hors investissements de développement), qui incluent des charges de capital.
La tarification a été créée dès 1997, avec des volumes initialement faibles et correspondant aux coûts marginaux d'usage. Dès 1999, ces volumes ont été significativement revus à la hausse, en faisant payer essentiellement les TGV. En 2003, de nouvelles hausses ont été mises en place et dès 2005, les revenus de l'ensemble des redevances ont été de 2 185 millions d'euros (contre moins de 900 millions d'euros en 1997).

### Recettes et dépenses de RFF
Les missions confiées à la SNCF lui ont été rémunérées 2,7 milliards d'euros en 2006, bien au-delà des redevances d'usage perçues par RFF (2,3 milliards d'euros en 2006).
Afin de financer sa mission de gestion et de développement du réseau ferré national, RFF percevait des redevances de la part de ses clients et des subventions de la part des collectivités publiques. Les recettes perçues permettaient notamment :
- de financer la gestion du réseau ;
- de participer aux investissements de modernisation ou de développement ;
- d'amortir la dette héritée de la SNCF (avant 1997) ou contractée depuis 1997.

La dette de RFF a régulièrement augmenté du fait que ses recettes étaient en général inférieures à ses dépenses. En particulier, l'ensemble des redevances payées par les entreprises ferroviaires ne couvraient pas les coûts de gestion du réseau.
En 2013, la dette de RFF était de 33,7 milliards d'euros. Cette dette a augmenté d'environ 1,5 milliard par an.
La dette était mal perçue par les candidats entrants, parce qu'elle entrainait des redevances de sillons supérieures à celle des voisins étrangers. Aussi, un plan de désendettement de la seule infrastructure a été mis en place avec effacement de 25 MM d'euros, début 2020, et 10 MM d'euros en 2022 afin de favoriser les nouveaux entrants qui, de plus, sont exonérés de redevance durant la période de montée en puissance commerciale. Les médias n'ont pas su informer clairement le public que ce désendettement ne concerne en aucune façon SNCF Voyageurs ni la filiale Fret du Groupe mais surtout la concurrence.

## Présidents
- Claude Martinand : 1997 - juillet 2002[14]
- Jean-Pierre Duport : juillet 2002 - septembre 2005
- Michel Boyon : septembre 2005 - janvier 2007
- Hubert du Mesnil : mars 2007 - décembre 2012
- Jacques Rapoport : décembre 2012 - 31 décembre 2014 (président délégué du directoire par intérim de la SNCF à compter du 1er janvier 2015[15])

## Historique de l'identité visuelle

Logo utilisé de 1997 à 2008.
Logo utilisé de 2008 à 2014.

## Activité de lobbying auprès de l'Assemblée nationale
Réseau ferré de France était inscrit comme représentant d'intérêts auprès de l'Assemblée nationale. L'établissement a déclaré à ce titre qu'en 2012, les coûts annuels liés aux activités directes de représentation d'intérêts auprès du Parlement étaient compris entre 50 000 et 100 000 euros.